# Chardinomys nihowanicus
Chardinomys nihowanicus is een fossiel knaagdier (geslacht Chardinomys) uit de Nihewan-formatie uit het Vroeg-Pleistoceen van het Nihewan-bekken in de Chinese provincie Hebei. Deze soort is bekend van vijf kiezen. C. nihowanicus onderscheidt zich van andere soorten door een aantal kenmerken. De knobbel t1 op de eerste bovenkies is klein en geïsoleerd en ligt op redelijke afstand van de iets grotere t4. De t5 en t6 zijn van elkaar gescheiden. De eerste bovenkies heeft zes wortels. Op de tweede bovenkies is de verbinding tussen t1 en t4, t5 en t6 verloren gegaan. De eerste bovenkies is 1,98 bij 1,20 millimeter, de tweede 1,23 bij 1,20 millimeter en de derde 0,90 bij 0,96 millimeter. De eerste onderkies is niet bekend, de tweede is 1,14 bij 1,20 millimeter en de derde 1,17 bij 0,90 millimeter. Deze soort werd oorspronkelijk beschreven in het geslacht Orientalomys, maar later verplaatst naar Chardinomys.
Chardinomys bilikeensis · Chardinomys louisi · Chardinomys nihowanicus · Chardinomys yusheensis